# 転送作用素
数学における転送作用素（てんそうさようそ、英: transfer operator）とは、反復写像の情報にある変換を加えるもので、力学系や統計力学、量子カオスやフラクタルの振る舞いを研究する上で頻繁に用いられる。
転送作用素はしばしば、ダヴィッド・ルエールの名にちなんでルエール作用素と呼ばれたり、作用素の固有値を決定するためのペロン＝フロベニウスの定理への応用可能性からルエール＝ペロン＝フロベニウス作用素と呼ばれたりする。
今、考えられる反復函数は、任意の集合 {\displaystyle X} に対する写像 {\displaystyle f:X\rightarrow X} とする。転送作用素は、函数 {\displaystyle \Phi :X\rightarrow \mathbb {C} } の空間上のある作用素 {\displaystyle {\mathcal {L}}} として次のように定義される。
{\displaystyle ({\mathcal {L}}\Phi )(x)=\sum _{y\in f^{-1}(x)}g(y)\Phi (y)}
ここで {\displaystyle g:X\rightarrow \mathbb {C} } は補助的な評価函数である。{\displaystyle f} がヤコビアン {\displaystyle |J|} を持つ場合には、{\displaystyle g=1/|J|} とされる。
上記のように定義される転送作用素は、測度論的な g の押し出しの点集合極限であることが示される。本質的に、転送作用素は可測空間のカテゴリー内の順像函手である。フロベニウス＝ペロン作用素の左共役は、コープマン作用素や合成作用素と呼ばれる。

## 応用
函数 {\displaystyle f} の反復は、その反復の下での X の点の軌道の研究（点ダイナミクスの研究）と自然に繋がるものであるが、転送作用素はその反復の下で（滑らかな）写像がどのように発展していくかを定義するものである。したがって転送作用素は、滑らかな函数の時間発展に研究の興味がある量子カオスや統計力学のような物理学の分野でよく用いられる。一方で、分子動力学の分野を通じた合理的な薬剤設計への医学的な応用のためにも、この作用素は用いられる。
転送作用素が正で、離散的な正実固有値を持ち、その最大固有値が 1 に等しい、という場合はしばしば起こる。このことが、転送作用素がしばしばフロベニウス＝ペロン作用素と呼ばれる理由である。
転送作用素の固有函数は通常、フラクタルである。転送作用素の対数が量子ハミルトニアンに対応するとき、それらの固有函数は通常、空間的に非常に近い所に存在し、したがって量子状態のアンサンブルを非常に注意深く選んでも、それは全体積についての非ゼロな台を伴う沢山の非常に異なるフラクタル固有状態を含むものとなる。この事実から、時間の不可逆性やエントロピーの増大を含む多くの古典統計力学の結果を説明することが可能となる。
ベルヌーイ写像 {\displaystyle b(x)=2x-\lfloor 2x\rfloor } の転送作用素は厳密に解くことが出来、決定論的カオスの古典的な一例である。すなわちこの作用素の離散固有値はベルヌーイ多項式に対応する。この作用素はまた、フルヴィッツのゼータ函数で構成される連続スペクトルも持つ。
ガウス写像 {\displaystyle h(x)=1/x-\lfloor 1/x\rfloor } の転送作用素はガウス＝クズミン＝ヴィルズィング作用素（GKW 作用素）と呼ばれ、その非常識なまでの難解さゆえにその性質は未だに完全に解明されてはいない。GKW 作用素の理論の起源は、連分数に関するガウスのある仮説が提唱された日にまで遡り、その理論はリーマンゼータ函数と密接に関連する。